# Џаред Канингам
Џаред Армон Канингам (енгл. Jared Armon Cunningham; Оукланд, Калифорнија, 22. мај 1991) амерички је кошаркаш. Игра на позицији бека, а тренутно наступа за Војводину.

## Каријера
Канингам је изабран као 24. пик на НБА драфту 2012. од стране Кливленд кавалирса. 
Канингам је 22. новембра 2023. потписао уговор са Војводином. 